# Laniarius willardi
Laniarius willardi là một loài chim trong họ Malaconotidae.